# Wang Chi-lin
Wang Chi-lin (chinês tradicional: 王齊麟, pinyin: Wáng Qílín; Taipé, 18 de janeiro de 1995) é um jogador de badminton taiwanês, campeão olímpico.

## Carreira
Nos Jogos Olímpicos de Verão de 2020, em Tóquio, conquistou a medalha de ouro na categoria duplas masculinas ao lado de Lee Yang após confronto na final contra os chineses Li Junhui e Liu Yuchen, a primeira conquista de Taipé Chinês no badminton.
Nos Jogos Olímpicos de Verão de 2024, em Paris, Yang e Chi-lin novamente conseguiram a medalha de ouro na disputa de duplas masculinas.